# Fort van Walem
Het fort van Walem is een 19e-eeuws fort in de Mechelse deelgemeente Walem dat deel uitmaakte van de oude fortengordel rond de stad Antwerpen. 

## Bouw
Voor de verdediging van havenstad Antwerpen werd in de periode van 1859 tot 1865 een omwalling rond de Antwerpen gebouwd en een eerste fortengordel op 3,5 km afstand van dit vestingwerk. Deze moest de stad tegen bombardementen beschermen en vrijwaren van bezetting. In de periode 1870 tot 1880 werden aan dit eerste werk nog enkele delen toegevoegd, namelijk het fort van Merksem, het fort van Kruibeke en het fort van Zwijndrecht.

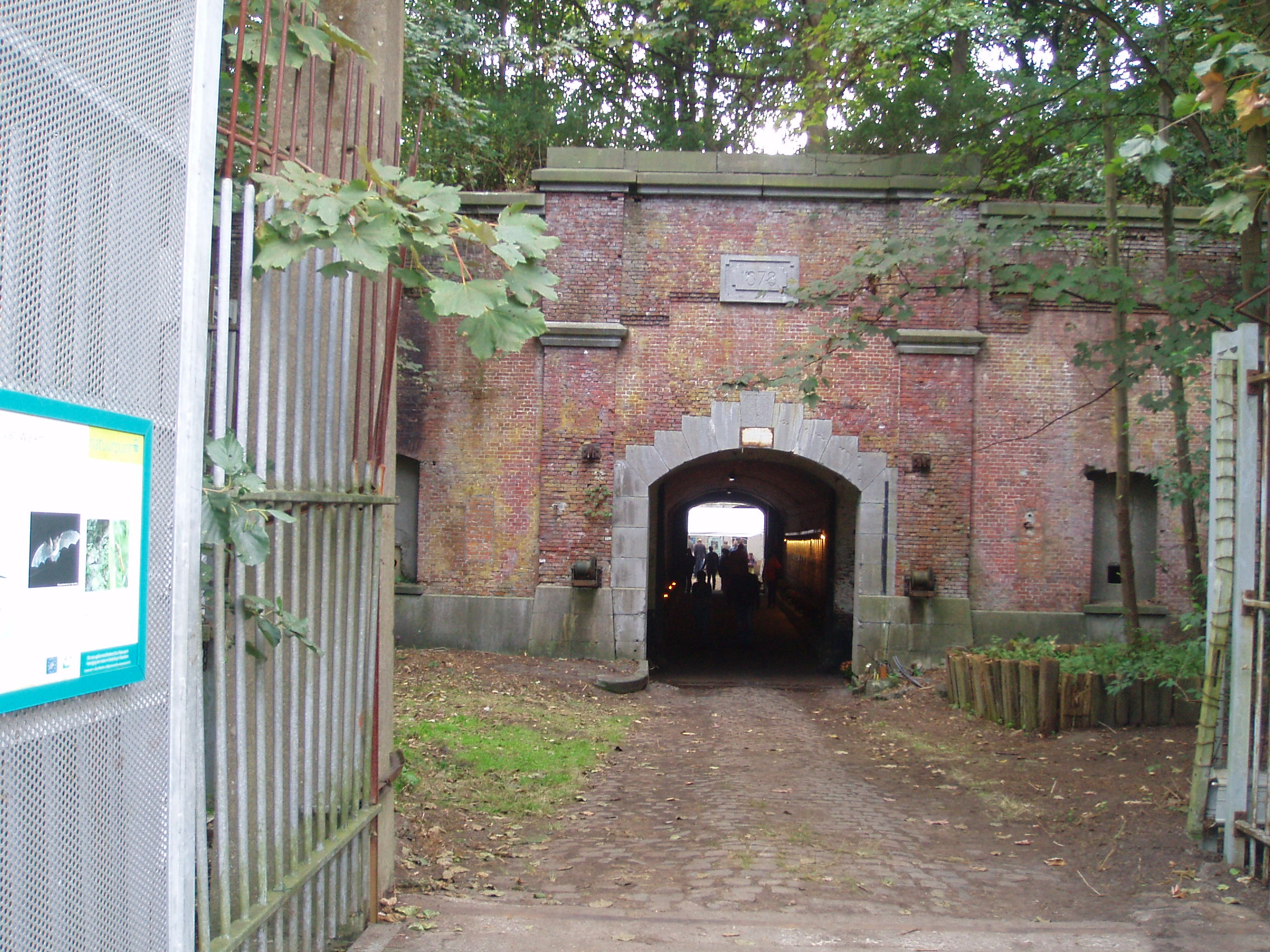
Ingangspoort van het fort

Door de snelle ontwikkeling van de artillerie en de vergrote draagkracht van de kanonnen beschermden deze forten de Stad Antwerpen niet langer tegen bombardementen. Daarom werden nieuwe vestingwerken gemaakt. In de periode 1878 tot 1893 werd het fort van Lier en het fort van Walem gebouwd, met daaraan toegevoegd het fort van Schoten en het fort van Steendorp.
Daar er vanaf 1885 een nieuw soort projectielen werd gefabriceerd waren de gewelven toen niet langer bomvrij en werd men verplicht de bestaande bakstenen forten aan te passen. Dit werd uitgevoerd door hoofdzakelijk een betonnen beschermingslaag over de bakstenen gebouwen aan te brengen en enkele pantsers op de forten aan te brengen. De meeste aanpassingen waren voltooid rond 1906. Nieuwere vestingwerken zouden voortaan geheel in beton worden opgetrokken.

## Eerste Wereldoorlog
Bij het uitbreken van de Eerste Wereldoorlog, waren rond de Stad Antwerpen 35 forten gebouwd. Niet alle werken waren gereed, en ook de bewapening liet nog veel te wensen over. Men zag toch met vertrouwen de komst van het Duitse Leger tegemoet, want de Vesting Antwerpen werd als oninneembaar gezien. Het Fort van Walem stond onder bevel van kapitein De Witte.
Fort Walem werd, in tegenstelling wat vaak wordt beweerd, niet beschoten met het beruchte en ultra- zware 420 mm stuk van Krupp, dat we in de volksmond beter kennen onder de naam "Dikke Bertha".  
Vanaf 28 september 1914 werd het Fort van Walem wel met allerlei andere kalibers granaten beschoten, waaronder ook de zware 305 mm- granaten. De bevolking van Walem was die dag verplicht geëvacueerd door de Belgische legerleiding. De 2 zware kustbatterijen die deze 305 mm afvuurden op fort Walem, stonden initieel opgesteld in Hofstade en in Elewijt. Na 1 oktober werden deze beide stukken nog verplaatst naar Zemst/ Laar en Hombeek (Heyhof) om van daaruit fort Breendonk onder vuur te nemen. Fort Breendonk hinderde immers de doortocht van Duitse troepen van Mechelen tot  Walem. Duitse mariniers hielpen bij het richten vanop de Mechelse Sint-Romboutstoren. Op 29 september was het Duitse leger (Twaalfde Reserve-infanterieregiment) genaderd tot op 1.200 meter van het Fort. De eerste dag werd er al een geschutskoepel buiten dienst gesteld. Op twee dagen tijd werden 230 obussen afgevuurd op het Fort. Ook op 29 september trof een obus de munitiekamer van het Fort. Op 2 oktober moest de verdediging worden gestaakt. Onder de Belgische soldaten waren er 40 doden en 60 gewonden.

## Na de Eerste Wereldoorlog
Ten tijde van de Wereldtentoonstelling van 1930 werd de weg die naast het fort loopt rechtgetrokken. Bij deze werken werd een deel van de gracht gedempt en werd het eiland verkleind. Het gedeelte van de weg dat niet langer gebruikt werd, werd vermoedelijk daarom omgedoopt tot de huidige "oude baan".
Tussen 1960 en 1992 werd het fort gebruikt als coördinatiecentrum van de Civiele Bescherming. Daarna diende het even als noodopvangcentrum voor asielzoekers en kwam het vervolgens leeg te staan. 

## Erfgoed en beschermd natuurgebied
Sinds 13 februari 1998 wordt het fort door (de voorloper van) het agentschap Onroerend Erfgoed als beschermd monument aangeduid. In 2006 nam het stadsbestuur van Mechelen de beslissing om het fort aan te kopen van de Belgische federale overheid, met de bedoeling het door te verkopen aan Natuurpunt. Natuurpunt kreeg het eiland met het fort in 2009 in handen. Het gebied valt onder de afdeling Natuurpunt Mechels Rivierengebied.
Het fort van Walem is een van de historische forten van Antwerpen die dienen als vleermuizenhabitat, en is Europees beschermd SBZ-gebied. Dit komt met name door de aanwezigheid van vier soorten vleermuizen die het fort als schuilplaats gebruiken: de watervleermuis, de franjestaart, de Brandts vleermuis en de baardvleermuis. Op 29 maart 2019 verkreeg het fort ook de status van vastgesteld bouwkundig erfgoed.
De lokale heemkundige kring van Walem verzorgde ter ere van de 100-jarige herdenking van de Eerste Wereldoorlog een permanente tentoonstelling in het fort.

## Varia
In 2014 werd een aflevering van de Vlaamse televisiereeks Publiek geheim gewijd aan het Fort van Walem.